# Worldwide Universities Network
Le Worldwide Universities Network (WUN, Réseau des universités mondial) est un réseau de 18 universités de recherche qui ont accepté de collaborer sur la recherche et l'enseignement.
Le WUN offre une aide financière et structurelle qui permet aux universités-membres les échanges d'étudiants et de personnels, le développement de cursus internationaux ou le travail de recherche en commun.

## Membres
- Université de l'Alberta
- Université d'Auckland
- Université de Bergen
- Université de Bristol
- Université du Cap
- Université chinoise de Hong Kong
- Université Collège Dublin
- Université du Ghana
- Université de Lausanne
- Université de Leeds
- Université de Maastricht
- Université Makerere
- Université du Massachusetts à Amherst
- Université nationale Cheng Kung
- Université Renmin de Chine
- Université de Rochester
- Université de Sheffield
- Université de Southampton
- Institut de technologie et d'études supérieures de Monterrey
- Université fédérale du Minas Gerais
- Université de York
- Université du Zhejiang